# Topia, Durango
Topia là một đô thị thuộc bang Durango, México. Năm 2005, dân số của đô thị này là 7984 người.